# 圖納里山
17°17′30″S 66°22′15″W / 17.29167°S 66.37083°W
圖納里山（西班牙語：Cerro Tunari），是玻利維亞的山峰，位於該國中部科恰班巴省，屬於安第斯山脈的一部分，海拔高度5,035米，是玻利維亞東部山脈的最高點。